# 2016年中華民國總統選舉電視辯論
中華民國第十四任總統、副總統選舉電視辯論，於2015年12月26日至27日、及2016年1月2日，由三立電視、公共電視台、《中國時報》、《自由時報》、《聯合報》、《蘋果日報》、中央通訊社、沃草、及Google聯合舉辦。

## 辯論時間
| 副總統 | 2015年12月26日（六）下午2時 | 三立 |
| 總統 | 2015年12月27日（日）下午2時 | 公視 |
| 總統 | 2016年1月2日（六）下午2時   | 三立 |
| 註：本屆總統副總統選舉候選人電視辯論會由公共電視台、三立電視台、中國時報、自由時報、聯合報、蘋果日報、中央通訊社、沃草、及Google聯合主辦。 |                             |      |

## 協商過程
曾在2014年舉辦臺北市市長選舉電視辯論的三立電視，於2015年8月30日表示，正在籌備總統候選人電視辯論，且有機會舉行全國首場辯論會。三立表示當時仍為中國國民黨總統候選人的洪秀柱陣營、與親民黨總統候選人宋楚瑜陣營已同意，並獲兩陣營證實。民主進步黨總統侯選人蔡英文陣營，則希望在登記結束、各組候選人確認後進行協商 。
惟2015年10月17日，在登記前一個多月，中國國民黨廢止提名洪秀柱，改為徵召朱立倫參選總統。中央選舉委員會於2015年11月17日公告，許榮淑等四組獨立參選人連署皆不足額。在2015年11月23日至27日總統候選人登記期間，共有親民黨推薦的宋楚瑜、中國國民黨的朱立倫及民主進步黨推薦的蔡英文完成登記。
在登記完成後，自2004年起合作主辦總統選舉電視辯論的公共電視台與四報一社（《中國時報》、《自由時報》、《聯合報》、《蘋果日報》、中央通訊社），於2015年11月27日晚間正式向三黨候選人發出邀請函。
民主進步黨蔡英文陣營表示，由於三立較早邀請候選人，且當時已獲三方陣營同意，故首場辯論會應優先考慮由三立舉辦；並肯定三立過去主辦辯論時，將資訊同步分享給電子、平面、網路等媒體。然而，中國國民黨朱立倫陣營主張首場辯論會應由公視四報一社聯盟主辦，並認為無線電視普及率較高。
12月7日，三立表示，為了讓全民能共同檢視三位總統參選人的政策，將與公視聯繫，並提議公視四報一社聯盟與三立共同舉辦「總統參選人電視辯論會」，並希望首場地點在三立，若有次場則在公視。12月8日，公視四報一社聯盟發表聲明回應，基於媒體公共性價值，主張首場總統辯論仍應在非商業的公視舉行。
12月11日，三立表示願意與公視四報一社聯盟、沃草、及Google共同舉辦，同意場地在公視，三立派主持人的方式進行。
12月14日，三黨總統候選人同意由三立、及公視四報一社聯盟，共同舉辦兩場總統辯論、與一場副總統辯論。

## 辯論內容
| 2016年中華民國總統選舉電視辯論內容 | 2016年中華民國總統選舉電視辯論內容 | 2016年中華民國總統選舉電視辯論內容 | 2016年中華民國總統選舉電視辯論內容 | 2016年中華民國總統選舉電視辯論內容 | 2016年中華民國總統選舉電視辯論內容 |
| 辯論場次                           | 第一階段                           | 第二階段                           | 第三階段                           | 第四階段                           |                                    |
| ---------------------------------- | ---------------------------------- | ---------------------------------- | ---------------------------------- | ---------------------------------- | ---------------------------------- |
| 副總統                             | 申論                               | 網路公民提問                       | 交叉提問                           | 結論                               |                                    |
| 總統（一）                         | 申論                               | 媒體提問                           | 交叉提問                           | 結論                               |                                    |
| 總統（二）                         | 申論                               | 網路公民提問                       | 交叉提問                           | 結論                               |                                    |

### 總統第一場辯論主要內容[15]
- 蔡英文

1. 一個執政黨或一個政治人物，不管他們做得再怎麼差， 只要自我感覺良好，都可以編出美麗的謊言，開出美麗的空頭支票。
2. 我倒是非常贊許朱主席，在回答一個非常嚴肅的問題，還可以空下時間來罵我。
3. 有一句話說，「裝睡的人永遠叫不醒」。
4. 你要說民進黨只有一個派系的話，我承認這個派系就叫做人民。
5. 「英派」代表民進黨團結一致、走向務實改革的一條路上，這是一個團結政黨，朱立倫可以把團結政黨講成一言堂，把分崩離析政黨講成民主政黨，真的很佩服。

- 朱立倫

1. 朱立倫如果當選，不會一人當道、一派當道、一黨當道，一定是大家能夠合作，大家能夠協調，絕對不能讓台灣一人當道，英派當道。
2. 蔡主席說，民進黨只有一個派系，就是人民。妳每次都說以人民的意見為意見，以人民的想法來找共識。台灣今天要選的是領導人，不是一切看民意。如果妳一切看民意，我相信妳不會是一個最好的領導人，一定要有自己的想法，告訴人民，台灣何去何從。
3. 我每天在低層，妳（蔡英文）每天在高層。
4. 當我知道如果民進黨執政，會把台灣帶入一個非常可怕的境界，如果蔡英文執政，會讓台灣人很多人工作做不好、做不滿，這時候我該做什麼樣的選擇？
5. 有次到新北市淡水區拜拜，1名阿嬤對我說，「市長，你一定要出來選」，我說，我已經承諾所有新北市民。阿嬤對我說，「你如果不出來選，天公伯都不會原諒你，你要為台灣，不可以只為個人。」這段話讓我非常感動。

- 宋楚瑜

1. 諸位看到他們兩位剛剛的答覆，他們又來了，他們又在吵來吵去，吵得藍綠、吵得今天所有的事情，把台灣的經濟也好，整個往下滑，你們還不夠嗎？
2. 今年選舉看板到處寫著「英派」，請問是誰給妳出的餿主意？
3. 我在這次選舉被邊緣化，因為我沒有炒作，一邊是軍宅、一邊是民宅，難道政治都是有錢人在玩嗎？要升斗小民如何活下去？
4. 我身上帶了1張照片，高雄市勞工的妻子莊朱玉女50年來，每天賣10元自助餐，讓大家吃得飽。我當選之後，會請台灣銀行做一個銅幣，上面就是這位阿嬤的照片，讓台灣人永遠記得台灣人是善良的。
5. 我們要加油，讓自由民主制度讓台灣人活得下去。鄧小平改變大陸，蔣經國改變台灣，我70歲為何不放棄理想？因為我要重新找回台灣的驕傲，請大家給宋楚瑜一個機會，替大家好好服務。(三鞠躬謝謝觀眾)

## 民意調查

### 候選人表現
| 2016年中華民國總統選舉候選人辯論表現 | 2016年中華民國總統選舉候選人辯論表現 | 2016年中華民國總統選舉候選人辯論表現 | 2016年中華民國總統選舉候選人辯論表現 | 2016年中華民國總統選舉候選人辯論表現 | 2016年中華民國總統選舉候選人辯論表現 |
| 副總統                               | 副總統                               | 副總統                               | 副總統                               | 副總統                               | 副總統                               |
| 民調來源                             | 完成日期                             | 陳建仁                               | 王如玄                               | 徐欣瑩                               | 未表態                               |
| ------------------------------------ | ------------------------------------ | ------------------------------------ | ------------------------------------ | ------------------------------------ | ------------------------------------ |
| 聯合報系                             | 2015年12月26日                       | 41%                                  | 15%                                  | 9%                                   | 36%                                  |
| TVBS（页面存档备份，存于）           | 2015年12月26日                       | 40%                                  | 18%                                  | 9%                                   | 33%                                  |
| 趨勢（页面存档备份，存于）           | 2015年12月28日                       | 58.2%                                | 14.8%                                | 10.9%                                | 16.1%                                |
| 總統                                 |                                      |                                      |                                      |                                      |                                      |
| 民調來源                             | 完成日期                             | 蔡英文                               | 朱立倫                               | 宋楚瑜                               | 未表態                               |
| 聯合報系（页面存档备份，存于）       | 2015年12月27日                       | 31%                                  | 21%                                  | 21%                                  | 27%                                  |
| TVBS（页面存档备份，存于）           | 2015年12月27日                       | 31%                                  | 20%                                  | 18%                                  | 31%                                  |
| 典通1 （页面存档备份，存于）         | 2015年12月28日                       | 25.2%                                | 8.0%                                 | 11.4%                                | 55.4%                                |
| 決策（页面存档备份，存于）           | 2015年12月28日                       | 45.5%                                | 20.6%                                | 22.3%                                | 11.6%                                |
| 趨勢（页面存档备份，存于）           | 2015年12月28日                       | 45.9%                                | 22.1%                                | 19.9%                                | 12.1%                                |
| 趨勢（页面存档备份，存于）           | 2015年12月28日                       | 50.1%                                | 22.0%                                | 12.0%                                | 15.9%                                |
| 壹電視（页面存档备份，存于）         | 2015年12月30日                       | 24.1%                                | 12.0%                                | 13.5%                                | 50.4%                                |
| 全國意向（页面存档备份，存于）       | 2016年1月2日                         | 30.4%                                | 31.9%                                | 19.3%                                | 18.3%                                |
| TVBS（页面存档备份，存于）           | 2016年1月2日                         | 22%                                  | 22%                                  | 26%                                  | 30%                                  |
| 典通1 （页面存档备份，存于）         | 2016年1月3日                         | 19.8%                                | 7.1%                                 | 15.0%                                | 58.1%                                |
| 趨勢（页面存档备份，存于）           | 2016年1月3日                         | 43.1%                                | 13.9%                                | 21.1%                                | 21.9%                                |
| 註：1 行動電話民調。                 |                                      |                                      |                                      |                                      |                                      |

## 周邊話題

### 兩個阿嬤
國民黨候選人朱立倫和親民黨候選人宋楚瑜在第一場辯論時，都各提到一位阿嬤。
朱立倫回答為何原本不選總統，後來卻決定選總統，是因為朱立倫到淡水拜拜時，一位阿嬤對他說，「市長啊，你一定要出來選」；回說，「我已經承諾所有新北市民」。但阿嬤仍說，「如果你不出來，連天公伯也不會原諒你。」，有網友質疑阿嬤的真質性，並創造新詞「笑嬤由倫」、「笑嬤由人」。
宋楚瑜則是拿出「十元便當阿嬤」莊朱玉女阿嬤照片，哽咽指台灣下一代不能再苦下去了，阿嬤賣便宜自助餐長達五十年，為的就是讓人吃得飽，他身上帶著莊朱玉女的照片，若他當選，要以阿嬤的肖像做硬幣，讓台灣人永遠記得台灣人的善良，並提醒台灣人曾走過貧窮的過去，不能再讓下一代苦下去。。

## 關聯資料